# Urbano Barberini
Urbano Riario Sforza Barberini Colonna di Sciarra, noto semplicemente come Urbano Barberini (Roma, 18 settembre 1961), è un attore italiano.

## Biografia
È figlio di Mirta Barberini Colonna di Sciarra (figlia di Urbano Barberini Colonna di Sciarra, IX principe di Carbognano) e di Alberto Riario Sforza (figlio del duca Giovanni Riario Sforza, principe di Ardore) – che con il matrimonio, in seguito all'adozione nel 1961 da parte di Stefanella Barberini Colonna di Sciarra (1908-1999), zia della sposa, aveva aggiunto il cognome Barberini Colonna di Sciarra al proprio.
Dopo essersi dedicato nella prima parte della carriera principalmente a produzioni cinematografiche e televisive, dirette tra gli altri da registi come Franco Zeffirelli, Dario Argento, Jerzy Skolimowski e Carlo Lizzani, ha debuttato in teatro nel 1996, interpretando il monologo Sulle spine di Daniele Falleri. Ha iniziato quindi una collaborazione artistica, durata vent'anni, con l'attrice Franca Valeri, insieme alla quale ha portato in scena numerosi spettacoli a partire dal 1997.

## Vita privata
Ha sposato nel 2018 Viviana Broglio, già sua compagna da anni, da cui ha avuto il figlio Maffeo.

## Filmografia

### Cinema
- Windsurf - Il vento nelle mani, regia di Claudio Risi (1984)
- Il diavolo sulle colline, regia di Vittorio Cottafavi (1985)
- Dèmoni, regia di Lamberto Bava (1985)
- La vita di scorta, regia di Piero Vida (1986)
- Otello, regia di Franco Zeffirelli (1986)
- Gor, regia di Fritz Kiersch (1987)
- Opera, regia di Dario Argento (1987)
- Miss Arizona, regia di Pál Sándor (1987)
- Ritorno a Gor (Outlaw of Gor), regia di John Cardos (1988)
- Il gatto nero, regia di Luigi Cozzi (1989)
- Acque di primavera (Torrents of Spring), regia di Jerzy Skolimowski (1989)
- Rosso veneziano (Rouge Venise), regia di Étienne Périer (1989)
- La montagna del coraggio (Courage Mountain), regia di Christopher Leitch (1990)
- Strepitosamente... flop, regia di Pierfrancesco Campanella (1991)
- Ultimo bersaglio, regia di Andrea Frezza (1996)
- Mi fai un favore, regia di Giancarlo Scarchilli (1996)
- Come mi vuoi, regia di Carmine Amoroso (1997)
- The Eighteenth Angel, regia di William Bindley (1998)
- Le complici, regia di Emanuela Piovano (1998)
- Borderline, regia di Giuseppe La Rosa (1998)
- Il diario di Matilde Manzoni, regia di Lino Capolicchio (2002)
- Poco più di un anno fa - Diario di un pornodivo, regia di Marco Filiberti (2003)
- Signora, regia di Francesco Laudadio (2004)
- Nel mio amore, regia di Susanna Tamaro (2004)
- L'educazione fisica delle fanciulle (The Fine Art of Love: Mine Ha-Ha), regia di John Irvin (2005)
- Casino Royale, regia di Martin Campbell (2006)
- Fantasmi al Valle, regia di Ottavio Rosati (2012)
- Roam Rome Mein, regia di Tannishtha Chatterjee (2019)
- Diabolik, regia dei Manetti Bros. (2021)
- Diabolik - Ginko all'attacco!, regia dei Manetti Bros. (2022)

### Televisione
- Nata d'amore – miniserie TV (1984)
- Brivido giallo – miniserie TV (1986)
- TECX – serie TV, 13 episodi (1990)
- Strathblair – serie TV (1992)
- Les Épées de diamant – film TV (1993)
- Mosè – miniserie TV (1995)
- Code Name: Wolverine – film TV (1996)
- Linda e il brigadiere – serie TV (1997)
- Les Montagnes bleues – film TV (1999)
- Sturmzeit – miniserie TV (1999)
- La vita cambia – film TV (2000)
- Sophie - Sissis kleine Schwester – film TV (2001)
- Una sola debole voce 2 – miniserie TV (2001)
- Maria Josè, l'ultima regina – film TV (2002)
- Il bello delle donne – serie TV (2002)
- Zodiaco – miniserie TV (2008)
- Don Zeno – L'uomo di Nomadelfia – miniserie TV (2008)
- Cenerentola – miniserie TV (2011)
- Il peccato e la vergogna 2 – serie TV (2014)
- Il bosco – serie TV (2015)
- Dietro la notte, regia di Daniele Falleri – film TV (2021)
- Anima gemella, regia di Francesco Miccichè - miniserie TV, 5 episodi (2023)

## Teatro (lista parziale)
- Sulle spine, di Daniele Falleri (1996-2006)
- Mal di Ma(d)re, di Pierre Olivier Scotto (1998-2007) – con Franca Valeri
- Blue Orange, di Joe Penhall (2002)
- Il giuocatore, di Carlo Goldoni regia di Giuseppe Patroni Griffi 2005) – con Franca Valeri
- Possesso, di Abraham B. Yehoshua (2006) – con Franca Valeri
- Processo a Giulio Cesare (2006)
- 39 Steps (2007-2008)
- Oddio mamma! (2010) – con Franca Valeri
- Non tutto è risolto (2011, 2012, 2013) – di e con Franca Valeri
- Roba di questo mondo e Incantevole, Lovely head di Marco Calvani e Neil Labute (2012)
- Il cambio dei cavalli (2014), di e con Franca Valeri

## Libri
- Urbano Barberini e Elvira Siringo, La bellezza nel destino, Milano, Sperling & Kupfer, 2024, ISBN 978-88-200-8022-8.